# (15358) Kintner
(15358) Kintner est un astéroïde de la ceinture principale.

## Description
(15358) Kintner est un astéroïde de la ceinture principale. Il fut découvert le 26 mars 1995 à Kitt Peak par le projet Spacewatch. Il présente une orbite caractérisée par un demi-grand axe de 2,76 UA, une excentricité de 0,03 et une inclinaison de 6,0° par rapport à l'écliptique.

## Compléments